# Bruno Renner
Bruno Renner, né le 15 novembre 1913, à Trieste, en Littoral autrichien, est un joueur italien de basket-ball.

## Palmarès
- Champion d'Italie 1940, 1941